# كأس الإمبراطور

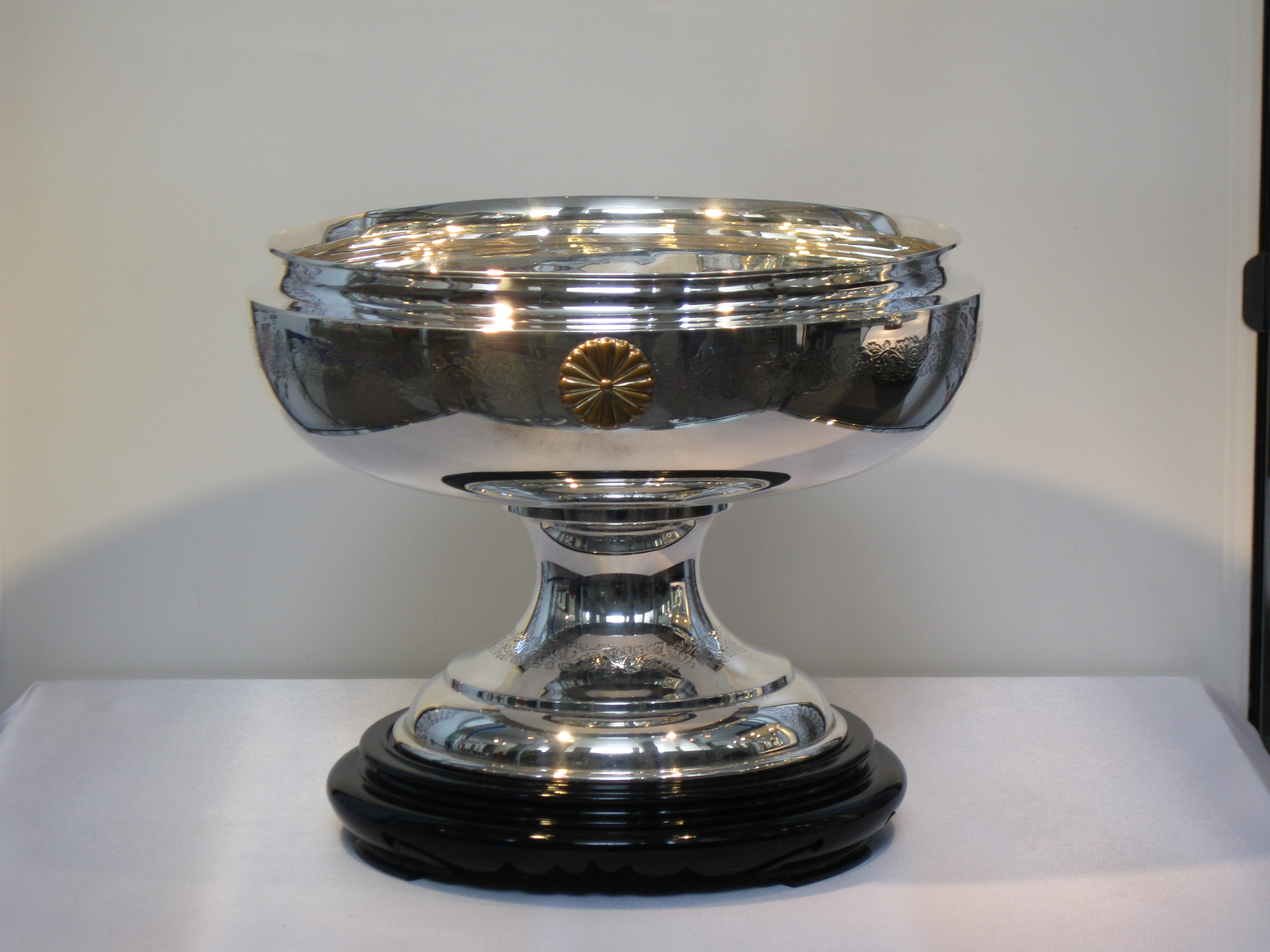
كأس الإمبراطور

كأس الإمبراطور أو كأس إمبراطور اليابان (باليابانية:天皇杯全日本サッカー選手権大会) هي مسابقة الكأس المحلية لكرة القدم اليابانية. وهي تعتبر من أعرق مسابقات كرة القدم في اليابان وتعود بدايتها لعام 1921 قبل تأسيس الدوري الياباني. حامل لقب الكأس الحالي هو نادي غامبا أوساكا.
في حال أحرز النادي الياباني بطولة كأس الإمبراطور، فإن البطل سيؤهل مباشرة لدوري أبطال آسيا حسب قانون الاتحاد الياباني لكرة القدم بسبب تطبيق المعايير التي طلبها الاتحاد الآسيوي لكرة القدم.

## وصلة خارجية
- RSSSF.com - Japan - List of Emperor's Cup Finals